# Surdukinj
Surdukinj (mađ. Szederkény, nje. Surgetin) je selo u južnoj Mađarskoj.
Zauzima površinu od 14,33 km četvornih.

## Zemljopisni položaj
Nalazi se na 45°59'49" sjeverne zemljopisne širine i 18°27'28" istočne zemljopisne dužine, zapadno od Mohača. Susjedna naselja su: 3,7 km prema zapadu je Olas, prema sjeveru je 4 km udaljeni Kemed, 2 km istočno je Minjorod, a Belvar je 3,5 km prema jugu.

## Upravna organizacija
Upravno pripada Mohačkoj mikroregiji u Baranjskoj županiji. Poštanski broj je 7751.
U Surdukinju djeluje jedinica Hrvatske državne samouprave u Mađarskoj.

## Stanovništvo
Surdukinj ima 1859 stanovnika (2002.). Među njima su i pripadnici hrvatske manjine.

## Vanjske poveznice
- (mađ.) Szederkény hivatalos honlapja
- (engl.) Surdukinj na fallingrain.com